# Michael Essien
Michael Essien (Accra, Ghána, 1982. december 3. –) Ghánai válogatott labdarúgó.

## Pályafutása
Essien Accrában született, így a helyi klubban, a Liberty Professionals FC-ben kezdte pályafutását, mindössze 13 évesen. Miután 1999-ben az U17-es világbajnokságon Ghánával bronzérmet szerzett, több európai klub – többek közt a Manchester United – is érdeklődni kezdett utána. Próbajátékon is volt az Old Trafford-on, de mivel munkavállalási engedélyt nem kaphatott, a MU a Royal Antwerp-hez küldte volna, ahová a fiatal United játékosokat küldik, hogy tapasztalatot szerezzenek, mielőtt az angol bajnokságban tétmérkőzésen szerepelnének. 

Ez nem tetszett Essien menedzserének, így Michael 17 évesen a francia Bastia csapatához igazolt.

### SC Bastia
2000 júliusában csatlakozott a klubhoz. Az akkori Bastia-menedzser, Frederic Antonetti egyszerre beleszeretett a játékába, és szinte fiaként kezelte Essient, ami megkönnyítette beilleszkedését. Először többnyire védőként játszott, majd a középpályára helyezték át. A 2002–03-as szezonban nagyban segített abban, hogy a csapat az UEFA-kupában is indulhasson. 6 gólt rúgott a szezonban (egyet a bajnok Lyon-nak), ami felkeltette több csapat érdeklődését is, mind Franciaországban, mind Angliában. Olyan klubok tettek érte ajánlatot, mint a Lyon, a PSG, az Olympique Marseille, vagy az Everton, és a Liverpool. Végül a Lyonnál kötött ki.

### Olympique Lyon
2003-ban csatlakozott a Lyon-hoz 7.8 millió euróért. Itt védekező középpályásként játszatták, és lenyűgöző játékot produkált. Menedzsere, Paul Le Guen szerint „csak evett, aludt és futballozott”.
„Tényleg nagyon nagy alvó vagyok. Imádok szunyókálni. Nincs is jobb a délutáni alvásnál. Nálam eltart vagy két-három óráig, az esti minimum kilenc. Csupán csak a meccsek után közvetlenül vagyok képtelen elaludni, amikor még túlteng az adrenalin.”
Talán ez a titka Essien energiájának, egész meccsen át tartó játékkedvének, ami szemet szúrt az angol Chelsea vezetőinek is.

### Chelsea
Mourinho augusztusban, közel 24 és fél millió fontért vette meg Essient a Chelsea számára. Augusztus 21-én debütált az Arsenal ellen az 5-ös számú mezben.

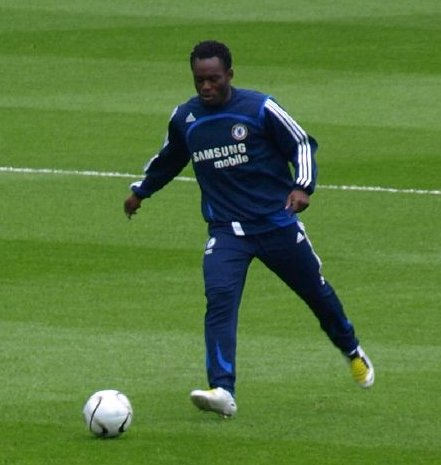
Essien 2008-ban

Első gólját 2006 márciusában szerezte a Tottenham Hotspur ellen. A szezont 2 góllal zárta, a másodikat 2006. április 17-én szerezte az Everton ellen. 

2006. szeptember 12-én lőtte első Bajnokok Ligája-gólját a Werder Bremen elleni 2–0-s Chelsea győzelemmel záruló meccsen. Legemlékezetesebb gólja az Arsenal elleni egyenlítő 35 méterről 2006. december 10-én. Lampard gólpasszát követően bombázott a kapuba, a labda a levegőben csavarodva, a kapufáról pattant be, Lehmann számára védhetetlen volt. A mérkőzés 1–1-es döntetlennel zárult, Essient a Meccs Játékosává választották. 

Ugyanebben a szezonban a Bajnokok Ligája negyeddöntőjében, a Valencia ellen szerzett döntő gólt a 90. percben. A mérkőzés ezzel 2–1-es Chelsea-győzelemmel végződött, így a csapat 3–2-es összesítésben jutott tovább az elődöntőbe.
2007. május 15-én a 2006–07-es szezonban „Az Év Chelsea Játékosának” szavazták meg a szurkolók, ezzel ő lett az első afrikai játékos, aki megkapta ezt a díjat. Az Arsenal elleni gólja pedig a 2006–07-es szezon Chelsea-gólja lett.
Első gólját a 2007–08-as bajnokságban máris az első fordulóban, 2007. augusztus 13-án szerezte a Birmingham City ellen. A Chelsea megnyerte a találkozót, ezzel a győzelemmel megdöntötték a Liverpool hazai veretlenségi rekordját. Az október 27-ei 6–0-s Manchester City elleni győzelem egyik gólját is ő szerezte. 2008. április 14-én a Wigan ellen egyenlítőgólt, április 17-én az Everton ellen győztes gólt szerzett.

### Real Madrid
2012 nyarán kölcsönvette a Real Madrid.

### Válogatottság
A ghánai felnőtt válogatottban 2002. január 21-én, az Afrikai Nemzetek Kupáján, Marokkó ellen debütált.
2006. május 16-án beválasztották a 2006-os világbajnokság ghánai keretébe. A világbajnokság alatt a középpályán játszott a Fenerbahçe játékosával, Stephen Appiah-val, és a Portsmouth középpályásával, Sulley Muntarival.

## Statisztika

### Góljai a válogatottban
| # | Dátum             | Helyszín          | Ellenfél  | Gól | Eredmény | Kiírás                          |
| - | ----------------- | ----------------- | --------- | --- | -------- | ------------------------------- |
| 1 | 2006. június 5.   | Edinburgh, Skócia | Dél-Korea | 3-1 | 3-1      | Barátságos mérkőzés             |
| 2 | 2008. január 28.  | Accra, Ghána      | Marokkó   | 1-0 | 2-0      | 2008-as afrikai nemzetek kupája |
| 3 | 2008. február 3.  | Accra, Ghána      | Nigéria   | 1-1 | 2-1      | 2008-as afrikai nemzetek kupája |
| 4 | 2008. március 27. | London, Anglia    | Mexikó    | 1-0 | 1-2      | Barátságos mérkőzés             |

## Sikerei, díjai
Csapataival
SC Bastia
- Francia kupa ezüstérmes – 2002

Olympique Lyon
- Francia bajnok – 2003–04, 2004–05

Chelsea
- Angol bajnok – 2005–2006, 2009–10
  - Ezüstérmes – 2006–07, 2007–08, 2010–11
- Angol ligakupa-győztes – 2007
  - Ezüstérmes – 2008
- FA-kupa-győztes – 2007, 2009, 2010, 2012
- FA Community Shield győztes – 2009
  - Ezüstérmes – 2012
- Bajnokok Ligája-győztes – 2012
  - Ezüstérmes – 2008

```
Válogatottal
```

- U17-es labdarúgó-világbajnokság 3. hely – 1999
- U17-es Afrika-bajnok – 1999
- U20-as labdarúgó-világbajnokság 2. hely – 2001
- Afrikai nemzetek kupája győztes – 2008

Egyénileg
- Az Év Játékosa (Franciaország) – 2005
- Az Év Játékosa (Chelsea) – 2007
- BBC Az év afrikai játékosa – 2006[6]
- FIFA All Star csapatában középpályás
- A legdrágább afrikai játékos (38 millió euró)
- FIFA-mérkőzés Játékosa (Ghána-Csehország), 2006-os világbajnokság
- Minden idők 11. legjobb afrikai játékosa (CAF)
- FIFA Az év labdarúgója - 2005-ben és 2006-ban 22., 2007-ben 15.
- Aranylabda - 2005-ben 22., 2006-ban 27., 2007-ben 24.
- Az év afrikai labdarúgója - 2005-ben és 2006-ban 3., 2007-ben 2.

## Érdekességek
- Nagyon szeret aludni, képes akár naponta 12 órát is átszunyókálni.
- Ha teheti, minden nap felhívja Accrában édesanyját, Abát, aki egyedül nevelte őt, és négy nővérét.
- Kedvence Buju Banton, egy jamaicai reggae-zenész.
- Korzikán, az A Rota étteremben egy salátát neveztek el róla -a garnélarákos Essien-saláta jelenleg is kapható.
- Kedvenc labdarúgója Éric Cantona.
- Beceneve Bölény -megállíthatatlansága, fáradhatatlansága miatt.